# The Faint
The Faint est un groupe de rock indépendant américain, originaire d'Omaha, dans le Nebraska. Les membres du groupe sont Todd Fink (chant, clavier), Jacob Thiele (clavier), Dapose (guitare), Joel Petersen (basse), Clark Baechle (batterie). Le style musical de The Faint est proche du rock électronique, mélangeant des guitares rageuses avec la froideur des synthétiseurs, et utilisant beaucoup la déformation électronique sur la voix du chanteur.

## Biographie

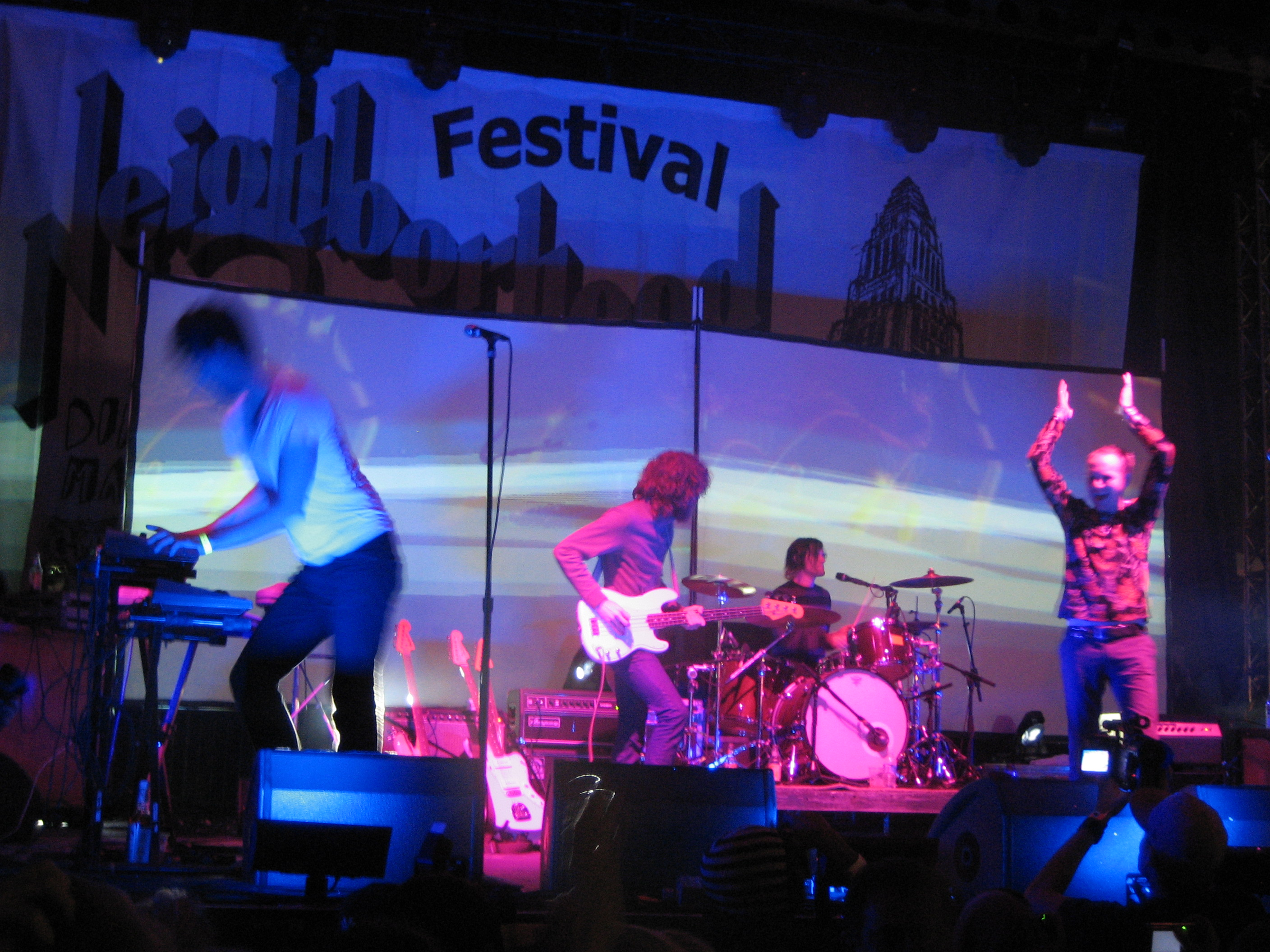
The Faint en concert au Neighborhood Festival en 2007.

Ayant grandi ensemble, Fink, Petersen, et Baechle faisaient du skateboard pendant leur temps libre, jusqu'à ce que Fink développe des problèmes de genoux ; ils décideront alors de se mettre ensemble à la musique. Le groupe se compose à l'origine de Clark Baechle, Todd Fink (anciennement Todd Baechle), et Joel Petersen, et se nomme Norman Bailer, en référence à Norman Mailer. Ils signent au label Saddle Creek Records et publient quelques singles, mais seront incapables d'atteindre les ventes escomptées. Après l'arrivée de Matt Bowen, The Faint publie l'album Media.
À la fin 1998, Jacob Thiele se joint au groupe et, peu après, Matt Bowen est remplacé par Ethan Jones. Ils tournent aux États-Unis jouant ce qui deviendra leur prochain album, Blank-Wave Arcade, qui est plus orienté techno et dance, et qui devient un succès underground. Avant l'enregistrement de l'album, cependant, Jones quitte le groupe, et est remplacé à la basse par Joel Petersen, qui s'occupe de la guitare et de la basse sur l'album.  À mi-chemin de la production pour l'album Danse Macabre, The Faint recrute Dapose, un guitariste de death metal, ancien membre du groupe LEAD. Leur album qui suit, enregistré avec Mike Mogis, et publié en 2004, s'intitule Wet from Birth.
En mai 2008, The Faint annonce sa séparation avec Saddle Creek, et la sortie de leur prochain album auto-produit sous leur propre label, blank.wav. L'album, intitulé Fasciinatiion, est publié le 5 août 2008 aux États-Unis. Le premier single de l'album est The Geeks Were Right qui est publié au label Boys Noize. Le groupe annonce aussi une tournée américaine avec Ladytron au printemps.
Le 30 octobre 2012, Saddle Creek Records publie une édition deluxe de Danse Macabre. Le 7 avril 2014, The Faint sort son sixième album Doom Abuse, six ans après la parution de Fasciinatiion. Ce disque est confectionné dans les studios du groupe à Omaha. Son mixage est l'œuvre à Mike Mogis (Monsters of Folk, Conor Oberst). En 2016, Graham Ulicny (de Reptar) remplace Jacob Thiele aux claviers.

## Discographie

### Albums studio
- 1996 : Sine Sierra (sous le nom Norman Bailer)
- 1998 : Media (Saddle Creek)
- 1999 : Blank-Wave Arcade (Saddle Creek)
- 2001 : Danse Macabre (Saddle Creek)
- 2004 : Wet from Birth (Saddle Creek)
- 2008 : Fasciinatiion (blank.wav)
- 2014 : Doom Abuse (SQE Records)
- 2019 : Egowerk (Saddle Creek)

### Singles et EP
- 2001 : Mote/Dust (Gold Standard Laboratories)
- 2002 : Agenda Suicide (City Slang)
- 2003 : The Conductor/Glass Danse (Astralwerks)
- 2004 : I Disappear (Saddle Creek)

### Splits
- 1999 : The Faint/Ex-Action Figures (Split 7") (Saddle Creek)

### Albums remixes
- 2000 : Blank-Wave Arcade Remixes (Saddle Creek)
- 2003 : Danse Macabre Remixes (Astralwerks)